# Associazione nazionale dirigenti e alte professionalità della scuola
Associazione nazionale dirigenti e alte professionalità della scuola (ANP), già Associazione Nazionale Presidi, è un'associazione che rappresenta la categoria dei dirigenti e delle alte professionalità della scuola, con proprie sezioni in tutte le province italiane. Ha sede in Roma.

## Costituzione e organizzazione
È stata costituita nel 1987 in occasione del 1º Congresso di Roma e dal 2002 rappresenta anche le Alte professionalità docenti. Aderisce alla FP-CIDA (Federazione nazionale dei Dirigenti e delle Alte Professionalità della Funzione Pubblica) e conseguentemente alla CIDA (Confederazione Italiana Dirigenti e Alte Professionalità). L'attuale Presidente nazionale dell'Associazione, Giorgio Rembado, è anche presidente della FP-CIDA e vice presidente della CIDA.

### Organi nazionali
Gli Organi nazionali dell'ANP-CIDA (Art.9 dello Statuto) sono:
- il Congresso Nazionale;
- il Presidente Nazionale;
- il Consiglio Nazionale;
- il Collegio dei Probiviri;
- il Collegio dei Revisori dei conti.

Organo ufficiale dell'ANP-CIDA è la rivista Autonomia e Dirigenza.

### Rappresentanza
All'ANP-CIDA possono aderire:
- i dirigenti delle scuole pubbliche e delle istituzioni formative;
- i presidi incaricati e gli ex-presidi incaricati, fino all'abolizione dell'incarico di presidenza;
- le alte professionalità docenti della scuola.